# Karlov (Plzeň)
Karlov (německy Karlsstadt) je zaniklá dělnická kolonie a část Jižního Předměstí statutárního města Plzně. Nachází se na jihozápadě historického centra města, v městském obvodu Plzeň 3, v katastrálním území Plzeň.

## Historie

### Vznik
V roce 1910, tedy rok poté, co se stal generálním ředitelem Škodových závodů Karel Škoda, bylo vydáno stavební povolení pro 238 stavebních míst poblíž strojírenského podniku Škoda. Pro toto místo, na němž se měla nacházet dělnická kolonie, která se měla později propojit s bytovou zástavbou města, se vžilo jméno Karlov, podle křestního jména nového generálního ředitele. Jméno je pro lokalitu používáno dodnes. Postupně vzniklo několik bloků v ulicích (od severu) Domažlická, Železná, Bronzová, Měděná, Cínová, Mosazná, Hutní, Strojní, Slévárenská, Soustružnická a Lodní, které spojovaly ulice Na pomezí (na západě) a Emilova (na východě).
Již v roce 1911 bylo postaveno a obsazeno prvních 130 bytů. V době, kdy měla tato dělnická čtvrť 217 domů s 594 byty, zde žilo již přibližně 2 300 obyvatel. Byty byly tehdy standardně jednopokojové s kuchyní, dvoupokojových bytů nebylo mnoho, stejně jako bytů v mansardách. Postupně na Karlově vyrostly další budovy, byla postavena škola, která po první světové válce byla v roce 1922 zvýšena o jedno podlaží, v provozu byl lidový dům s kinem, v roce 1932 byla uvedena do provozu sokolovna a určitý čas zde fungovaly i lázně. Také DTJ zde provozovala sportovní hřiště. Karlov se tak stal před druhou světovou válkou význačným dělnickým sídlištěm. Později však došlo k dalšímu rozšíření továrny Škoda, a tím k neplánovanému oddělení domů od městské zástavby. 

### Poškození za války
Za druhé světové války došlo při bombardování areálu Škody k poškození domů. Poloha dělnické čtvrti bezprostředně u Škodovky byla příčinou jejího opakovaného poškození. Při náletu 14. května 1943 trojice pum a následný požár poškodily učňovský domov (Lehrlingheim).:277–280  Pro potřeby německých učňů musela následně vyklidit své prostory škola na Husově náměstí.:277–280 Dvě pumy dopadly přímo do kolonie, ve které jedna zabila devět lidí v zasaženém protileteckém krytu.:277–280 Různé zdroje při tomto náletu uvádí na Karlově 8 či 9 mrtvých a 45 či 54 zraněných,:277–280  o které se postarala zdravotnická výpomoc se sanitkami a lékaři a také speciální úklidová skupina, která měla za úkol odklízet mrtvé. Při náletu 16. října 1944 byla poškozena školní budova přezdívaná „karlovská Sorbonna“ a škola se znovu přestěhovala do Skvrňan (v letech 1941–1946 se škola přestěhovala šestkrát).:116 Při posledním náletu 25. dubna 1945 se plně projevilo sousedství továrny, která čtvrť obklopovala ze tří stran – severní část Karlova byla přímo v perimetru náletu.:47. Zásahy pum byly zcela zničeny tři:47 nejsevernější a část čtvrtého:53 z deseti bloků domů. Měšťanská škola, ze které Němci při náletu stříleli po bombardérech,:48 byla zasažena pumou:11 a následný požár školy byl hašen až do 28. dubna.:294 Zahynulo několik desítek Karlováků,:47, 49 pumy zasáhly např. dva protiletecké kryty a v jednom zemřelo sedm lidí.:294 Kuriozitou je vzpomínka na pana Frágnera, který si po příchodu do krytu vzpomněl na své peníze ukryté v altánku a vyběhl je vyzvednout bez ohledu na probíhající bombardování.:48 Výbuch po dopadu jedné z pum altánek zcela zničil a trosky pana Frágnera zasypaly. Pracovníci civilní obrany jej vyhrabali a s lékařskou pomocí přežil.:48

### Po válce
Místní škola a zničené severní bloky již nebyly nikdy obnoveny,.:46 stejně jako ulice Domažlická, Železná a Bronzová. Značné poškození kolonie při náletech na konci války určilo začátek jejího dlouhodobého zániku.:11 Později po válce bylo rozhodnuto, i přes celospolečenské bytové problémy, o zboření Karlova. Na plánu města z roku 1981 byla nejsevernější dochovanou ulicí Mosazná. Bourání bylo dokončeno v roce 1987, tedy po 77 letech existence kolonie. Z Karlova zbylo (krom Sokolovny a Lidového domu) jen jméno místa, které leží v blízkosti Borských polí.